# Filippintörnskata
Filippintörnskata (Lanius validirostris) är en fågel i familjen törnskator inom ordningen tättingar.

## Utseende och läte
Filippintörnskatan är en medelstor tätting med lång stjärt och krokförsedd näbb. Ovansidan är grå med mörkare vingar och stjärt, undersidan vit med orangefärgade kroppssidor. På huvudet syns en svart ögonmask. Vissa underarter har mer orange på undersidan. Arten är lik rostgumpad törnskata, men förekommer vanligtvis i mer beskogade miljöer och på högre höjder. Den är vidare något mer kortstjärtad och saknar vit handbasfläck. Bland lätena hörs torra "chit!" och ett upprepat raspigt varnande "krr-krr-krr-krr-krr!".

## Utbredning och systematik
Filippintörnskata förekommer endast i Filippinerna och delas in i tre underarter med följande utbredning:
- Lanius validirostris validirostris – norra Luzon
- Lanius validirostris tertius – Mindoro
- Lanius validirostris hachisuka – Mindanao

## Status
Arten har ett stort utbredningsområde och beståndet anses stabilt. Internationella naturvårdsunionen IUCN listar den därför som livskraftig (LC).